# Микелони, Федерико
Федерико Микелони (итал. Federico Micheloni; XX век — 2006) — капитан-регент Сан-Марино (1957—1958 и 1961).

## Биография
В 1957—1958 и 1961 годах — капитан-регент Сан-Марино.
Являлся первым Великим магистром масонской Великой Ложи Республики Сан-Марино. Был основателем Социалистической партии и директором государственной больницы.